# Crkva sv. Ivana Krstitelja u Dubrovniku
Crkva sv. Ivana Krstitelja, zaštićeno kulturno dobro u Dubrovniku.

## Opis dobra
Crkva sv. Ivana Krstitelja smještena je na završetku ulice Srednji Kono. Jednobrodna kamena građevina pravokutnog je tlocrta, bačvasto svođena, s dvostrešnim krovom i kupom kanalicom. Simetrično organizirano glavno, južno pročelje rastvoreno je portalom, rozetom i zvonikom na preslicu. Arhitravni nadvratnik portala nosi natpis u dva reda koji crkvu datira u 1683. g. U unutrašnjosti čuva vrijednu slikarsku oltarnu palu, te sekundarno ugrađeni romanički reljef sv. Vlaha oblikovanog na romanički način, datiranog u 12. st.

## Zaštita
Pod oznakom Z-4031 zavedena je kao nepokretno kulturno dobro – pojedinačno, pravna statusa zaštićena kulturnog dobra, klasificiranog kao sakralna graditeljska baština.